# Karl Hoffmeister
Karl Hoffmeister (* 15. August 1796 in Billigheim; † 14. Juli 1844 in Köln) war ein deutscher Philologe, Literaturhistoriker und Pädagoge.

## Leben
Karl Hoffmeister studierte in Straßburg und Heidelberg Theologie, folgte 1816 seinem Lehrer Jakob Friedrich Fries nach Jena. Er nahm am ersten Wartburgfest von 1817 teil. Er wurde 1817 Mitglied der Urburschenschaft, nachdem er bereits 1815 Mitglied der Heidelberger Burschenschaft Teutonia geworden war.
Er wurde 1821 Rektor des Progymnasiums in Moers, 1832 Oberlehrer am Friedrich-Wilhelms-Gymnasium in Köln und 1834 Direktor des Gymnasiums in Bad Kreuznach, von wo er 1842 nach Köln zurückkehrte, um das Direktorium des erwähnten Gymnasiums zu übernehmen.
Karl Hoffmeister war befreundet mit Ernst von Schiller, der ihm den verbliebenen Teil des Nachlasses von Friedrich Schiller anvertraute.

## Werke
- Erörterung der Grundsätze der Sprachlehre (Essen 1830, 2 Bdchn.)
- Die Weltanschauung des Tacitus  (Essen 1831)
- Sittlich-religiöse Lebensansicht des Herodotos  (Essen 1832), gewidmet seinem Freund Hermann Altgelt.
- Romeo, oder Erziehung und Gemeingeist (Essen. 1831–34, 3 Bde.), worin er in populärer Form eine Fülle sozialer und staatspädagogischer Ideen niedergelegt hat.
- Schillers Leben, Geistesentwickelung und Werke im Zusammenhang (Stuttgart 1838–42, 5 Bde.), die erste größere Biographie Schillers aus den Quellen, mit welcher der Verfasser auch eine eingehende ästhetische Beurteilung der Schillerschen Werke verband, und die nachfolgenden
- Supplemente zu Schillers Werken; aus seinem Nachlass im Einverständnis und unter Mitwirkung der Familie Schiller herausgegeben (Stuttgart 1840–1841, 4 Bde.).
- Schiller’s Leben, Geistesentwickelung und Werke (Stuttgart: Becher, 1854)